# 瓦萨利走廊

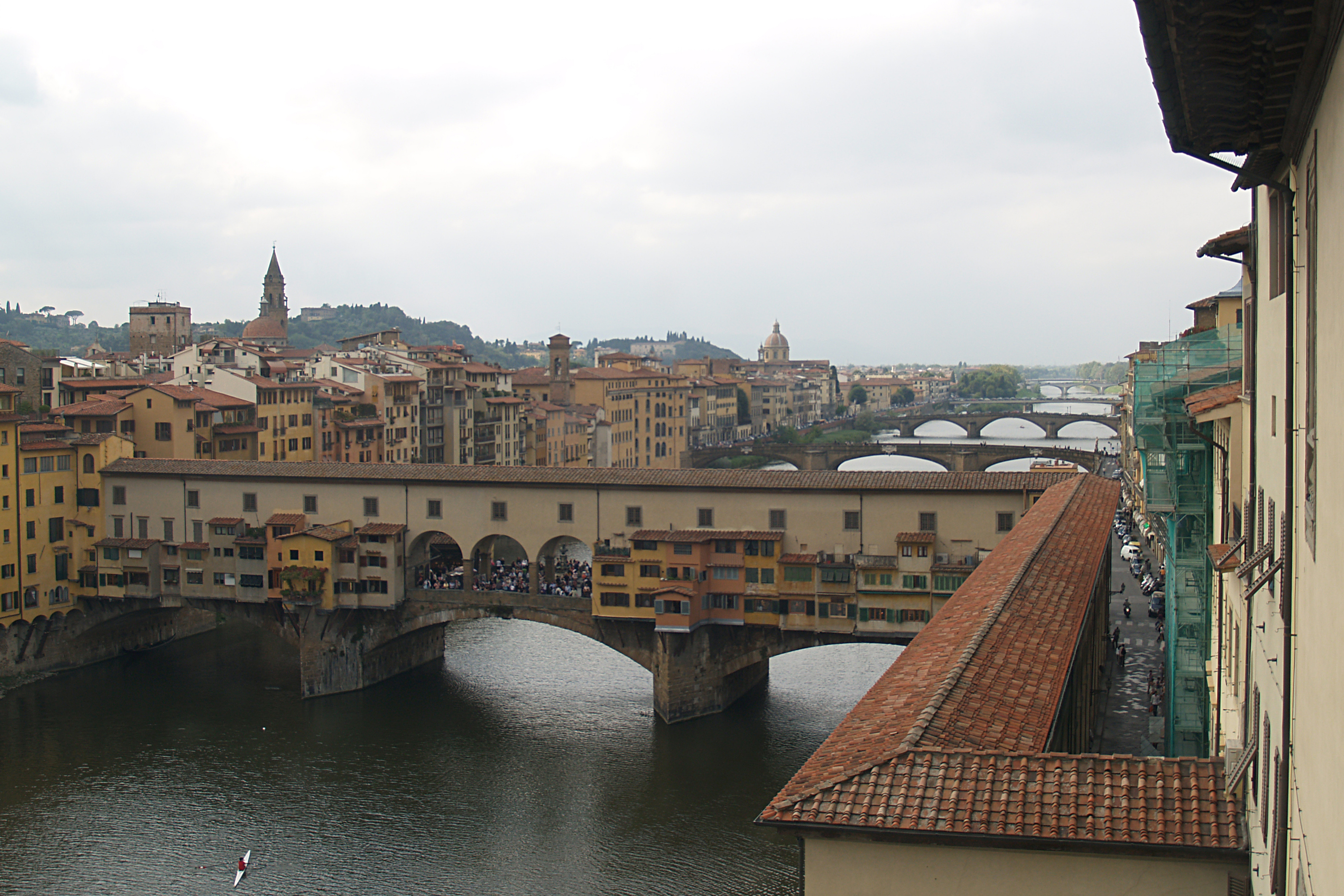
瓦萨利走廊从乌菲兹美术馆（右侧）经过老桥到碧提宫

瓦萨利走廊（義大利語：Corridoio Vasariano）是意大利佛罗伦萨一条封闭的高架通道，连接旧宫和碧提宫，开始于旧宫南侧，经过乌菲兹美术馆南侧，穿过Lungarno dei Archibusieri沿阿诺河北岸向西，然后穿过老桥。走廊的大部分不对游客开放。
1565年，科西莫一世大公的儿子弗朗切斯科和奥地利的约翰娜结婚，大公下令修建瓦萨利走廊，工程耗时5个月，设计者是乔尔乔·瓦萨里。

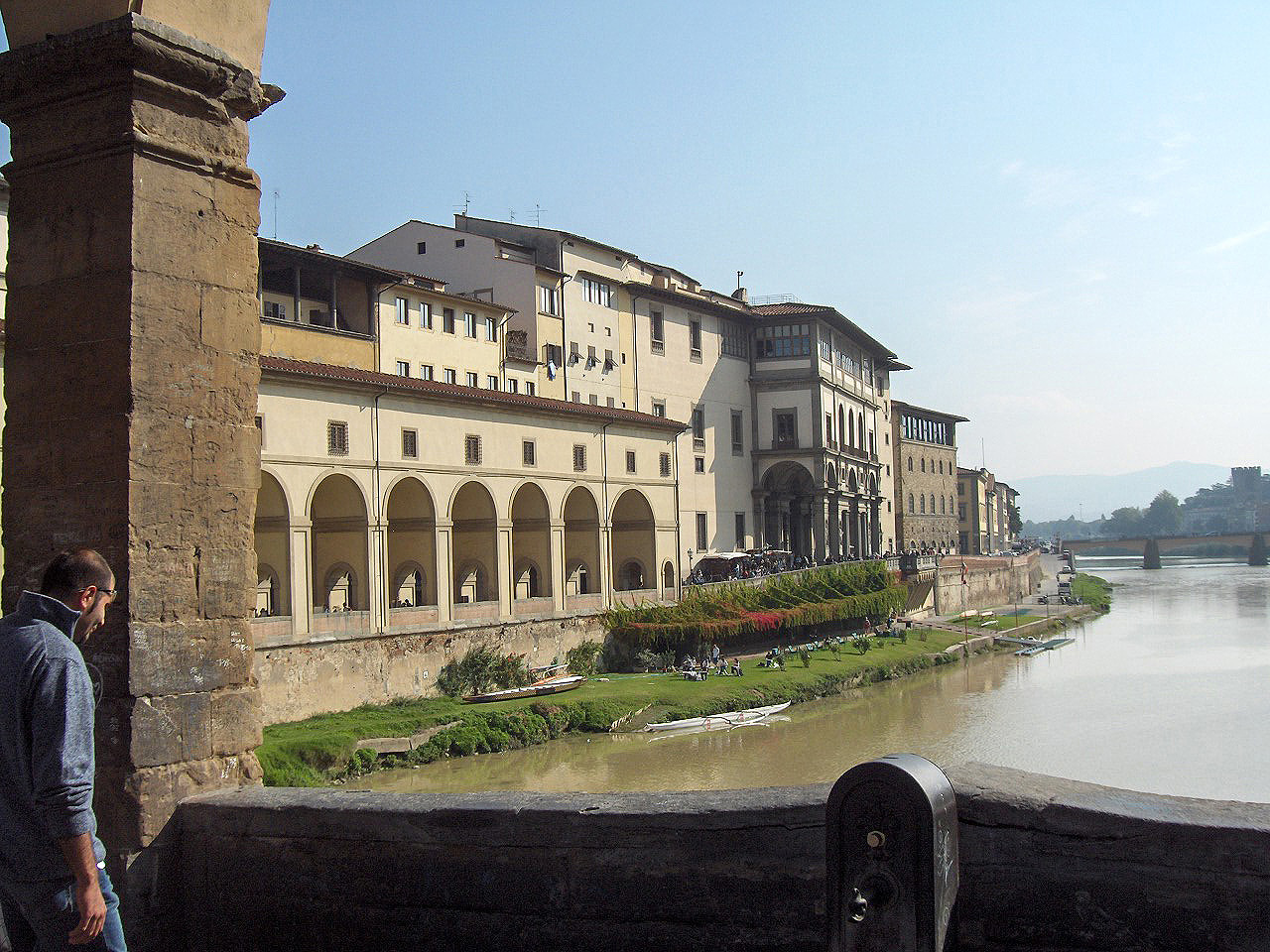
从老桥看走廊

封闭通道的的想法是出于大公想在其住处和政府机构之间自由往来的愿望，像当时大多数君主一样，他感到在公众场合不安全，尤其是他取代了佛罗伦萨共和国。老桥的肉市场被搬迁，以避免气味侵入走廊，桥上改设金店，直到今日。走廊在老桥南端被迫使用托架绕过曼内里塔楼，因为塔楼的主人拒绝改变。
1939年，根据墨索里尼的命令，在老桥中部朝着天主圣三桥的方向，走廊开了一系列面临阿诺河的全景窗户，取代原来较小的窗户。
在老桥后，走廊通过圣芬莉堂的凉廊，在这里有一个阳台，用厚厚的栏杆保护，看到教堂内部，以便使大公一家在不与平民混杂的情况下望弥撒。走廊掩盖了圣芬莉堂的一部分立面，然后蜿蜒通过奥特拉诺区的一排排房屋，变得狭窄起来，最后加入碧提宫。
在乌菲兹段的瓦萨利走廊用来展示博物馆收藏的著名自画像。